# The Click Five
The Click Five (часто сокращенно TC5) — американская пауэр-поп группа из Бостона, Массачусетс. Изначальные члены группы, большинство из них — студенты музыкального колледжа в Беркли, 1 января 2003 года объединились и начали играть в различных местных центрах. Они быстро привлекли внимание искателя талантов Уэйна Шарпа (который работал с пауэр-поп-группой Candy). The Click Five сделали свою первую запись, демо-сессию из двух песен в начале 2004 года после успешного местного тура. Oни выпустили свой дебютный альбом «Greetings from Imrie House» в 2005 году. После того как вокалист Эрик Дилл покинул группу, они заменили его Кайлом Патриком и затем выпустили «Modern Minds and Pastimes» в 2007 году. Позднее группа независимо выпустила ещё несколько песен, и в марте 2009 Бен Романс заявил, что новый альбом будет выпущен «скоро».
Члены группы известны своим мод-имиджем, а именно костюмами и галстуками, совмещаемыми со стрижками «moptop». Своим видом члены группы напоминают The Beatles. Они предпочитают называть свою музыку «new school power pop». Хотя их стиль также классифицировали как поп-панк, «тин-поп», или как «boy band».
После достижения большого успеха от первого альбома, их второй релиз был не настолько хорош. Они играли для меньшей, более локальной аудитории, хотя достигли большой популярности в странах Азии, таких как Камбоджа, и Филиппинах. В общем, группа продала 2 млн копий альбомов в мире, и создала 8 первоклассных синглов в семи разных странах. Группа также снялась в фильме 2007 года «Укради моё сердце» с Алоной Тэл, Даниэллой Монет и Кристи Карлсон Романо.

## История

### Формирование и ранняя история
В Музыкальном колледже Беркли Бен Романс учился писать песни, Итан Менцер — производство и инженерию, а Джои Зер — и то, и другое. Соседи по комнате и близкие друзья Зер и Менцер переехали на Imrie Road по соседству с Оллстоном, где они оба стали второкурсниками. Назвав своё жилище «Imrie House», они встретили Романса и Джо Гиза (которого Зер однажды описал как «профессионального выбывшего») и сформировали нечто вроде псевдо-братства. Они играли в разных местных группах, ни одна из которых не имела успеха. Затем они привлекли внимание Уэйна Шарпа, искателя музыкальных талантов. Он больше работал с джазом, но также работал с пауэр-поп-группой 1980-х Candy.
Романс пошел работать в компанию в Нэшвилл. Джефф Доренфельд, формальный менеджер группы Бостон, увидел Гиза и Менцера во время выступления в мае 2003 и отправил их к Шарпу. Шарпу понравилось их выступление, но он был невысокого мнения об их песнях и внешности. Первыми словами, которые он сказал им, были: «Это не сработает, если вы не будете меня слушать'».
К четверке вскоре присоединился Эрик Дилл, одноклассник Зера, когда они оба жили в Индианаполисе. Зер сказал, что они начали играть серьёзно потому что «Когда мы создали группу в выпускном классе, это было нашим последним усилием, потому что все мы знали, что нам нужно окончить школу, чтобы войти в реальный мир». Им всем было около 20 лет. Согласно словам Зера, они играли в разных шоу несколько раз в неделю под разными названиями в клубах. Их выступления привлекли внимание Майка Денина, продюсера «Бостона» и Fountains of Wayne, который согласился инвестировать их демо из двух песен. Денин также представил их гитаристу группы Kiss Полу Стэнли, который во многом их поддержал.
The Click Five сами записали своё демо в Imrie House, закончив в марте 2004. Денин заставил их репетировать дальше. Директору программы Kiss 108, станции Бостон Top 40 это понравилось настолько, что он записал группу на «Концерт On the Charles» в середине 2004 года. В это время они выпустили свой EP, «Angel to You (Devil to Me)». Главный писатель Бен Романс сотрудничал с Полом Стэнли в написании песни, и гитаристом Эллиотом Истоном, наиболее известным по своей работе с The Cars.
Группа наняла адвоката и купила несколько крупных лейблов. Скаут из Epic Records который видел их выступление, был убежден, что им нужно лететь выступать в Лос-Анджелес. Lava Records, который затем вошел в Atlantic Records, закончил подписание группы в 2004. Они начали работу под лейблом после своего ЕР. Согласно The Boston Globe, «Click Five были запущены в стратосферу поп-музыки с полной силой мышц позади них.» Группа была на разогреве у Эшли Симпсон, это стоило 25 тысяч долларов, позднее одно из официальных лиц назвало эти деньги «лучшими, что мы когда-либо тратили».
В итоге группа продала 10 000 копий EP. Затем они выпустили «Just the Girl», написанную Адамом Шлезингером из Fountains of Wayne, чтобы поддержать выпуск их альбома. Они также ездили в тур с Эшли Симпсон. Они выпустили свой дебютный альбом, «Greetings From Imrie House» 8 августа 2005, назвав его в честь здания, где они начали карьеру. Туда вошла песня, которую Адам Шлезингер назвал «I’ll Take My Chances», в создании и исполнении которой также принимал участие Эллиот Истон.

### Пик карьеры

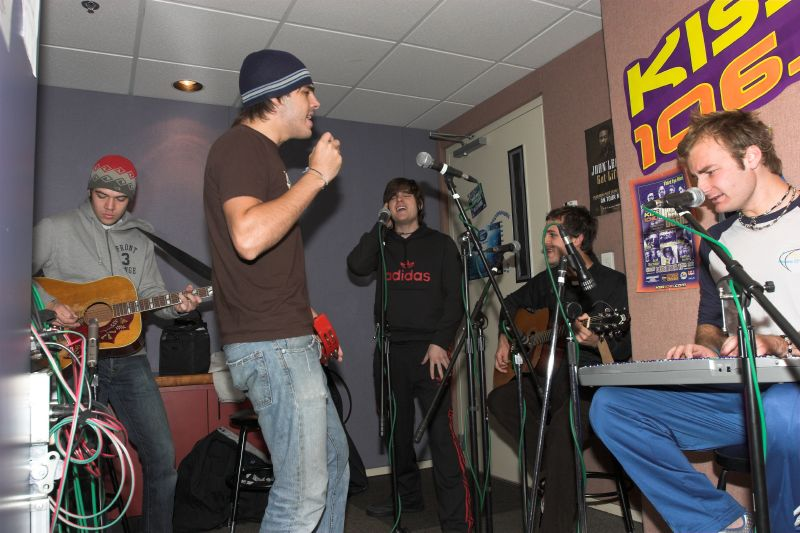
Click Five фотографируются в студии в конце 2005

Альбом принес большой финансовый успех, было продано 350 000 копий в США. Почти сразу он занял 15-е место на Billboard 200 Charts. Согласно The Boston Globe, они «насытили» СМИ в некоторых странах Азии, таких как Камбоджа. Эми Дойл, вице-президент MTV, сказала: «Я вижу кричащих фанаток в их будущем. Я вижу их будущую необходимость прятаться от них». Многие магазины были забиты продукцией The Click Five: рюкзаки, коллекционные карточки, гель для волос. Группа провела 2005—2006 год на разогреве у Эшли Симпсон, Аланис Мориссетт, Backstreet Boys, и Джесси Маккартни также как в собственных турах, сотрудничая с Big City Rock. Они также выступили на Параде Macy’s в День Благодарения в ноябре 2005 года с песней «Catch Your Wave».
Их альбом стал самым чартовым среди дебютных альбомов новых групп. Они записали клип на «Just the Girl» летом 2005 года, и он занял 9-е место в программе MTV «Total Request Live». Песня стала самой скачиваемой на iTunes в течение 2 недель, ей дали сертификат RIAA как «Digital Single». Их страница на MySpace заняла 1-е место как «Самая просматриваемая страница группы».
Greetings From Imrie House получил положительные оценки от About.com, где критик Билл Лэмб оценил его «свободное падение в мир непреодолимой мелодии и гитарных аккордов, пропитанных властью», и от Entertainment Weekly, где критик Гэри Сусман назвал альбом «безумно броским». Rolling Stone также дал поддерживающую оценку от Барри Уолтцера, который заявил, что «неустанно броский» альбом имеет «несколько треков, достойных того, чтобы стать хитом». Критики из USA Today и IGN.com не одобрили альбом, заявив, что слушатели останутся «жаждущими подробностей».
В это время члены группы заметили влияние Уэйна Шарпа на них. Продюсер Майк Денин сказал : «Он не диктатор; он — строитель консенсуса, и он очень хорош в этом… Он убеждает и убеждает, и каждый хочет довериться ему, в том числе я». Хотя участники группы выразили обеспокоенность тем, что двигаются слишком быстро и намеренно привлекли к себе очень много внимания прессы. Члены также выразили увеличение недовольства их лейблом. Зер сказал: «Это не как в старые времена, когда лейбл тратил года и деньги на развитие исполнителя… Теперь исполнители должны приготовиться к большему».

### Поздняя карьера и недавняя история
В 2006 году интерес к группе постепенно исчез. Их песни не имели успеха в чартах, чего они и ожидали.. Басист Этан Менцер позднее сказал: «Был момент, когда появилось чувство, что мы летим в самолёте, и двигатель только что отключился … Это было долгое, медленное скольжение вниз.» Группа отправилась на гастроли по таким местам, как Hot Stove и Cool Music.
Вокалист Эрик Дилл покинул группу в феврале 2007 года. Остальные четыре члена группы выпустили официальное заявление на своей странице MySpace, заявив : «Мы знаем, что многим будет его не хватать, и мы желаем ему всяческих успехов в других своих начинаниях.» Новым вокалистом стал Кайл Патрик, которого они встретили в ноябре 2006 года. Патрик был на третьем курсе в музыкальном колледже Беркли и покинул его в середине обучения, заявив: «я получил все, что мне нужно». Он выступал с 11 лет. Кайл знал всех членов группы лично, но ему не особенно нравилась их музыка.

В начале 2007 года Click Five переживали тяжелое время. Согласно Эрльюину, они оказались позади успешных альтернативных рок-групп — The Killers и Weezer. Группа также отказалась носить соответствующие костюмы и каждый член имел образ, созданный им самим.
Затем группа записала свой второй альбом — «Modern Minds and Pasrtimes». Название было ссылкой на альбом Рэя Чарльза 1962 года «Modern Sounds in Country and Western Music»..Он был выпущен 26 июня 2007 года. Несмотря на большие надежды, альбом не удовлетворил ожиданий , и было продано лишь 50 тысяч копий в США Он занял 136 место на Billboard 200. Альбом также получил смешанные отзывы от Эрльюина, который сказал, что «трудно не разочароваться», и «Adrienn Day Entertainment Weekly», который назвал песни «банальными», сказав, что им не хватает «удара». Чад Гришоу от «IGN.com» назвал его «к сожалению, неравномерно», хотя он также отметил, что это «стоит слушать» .

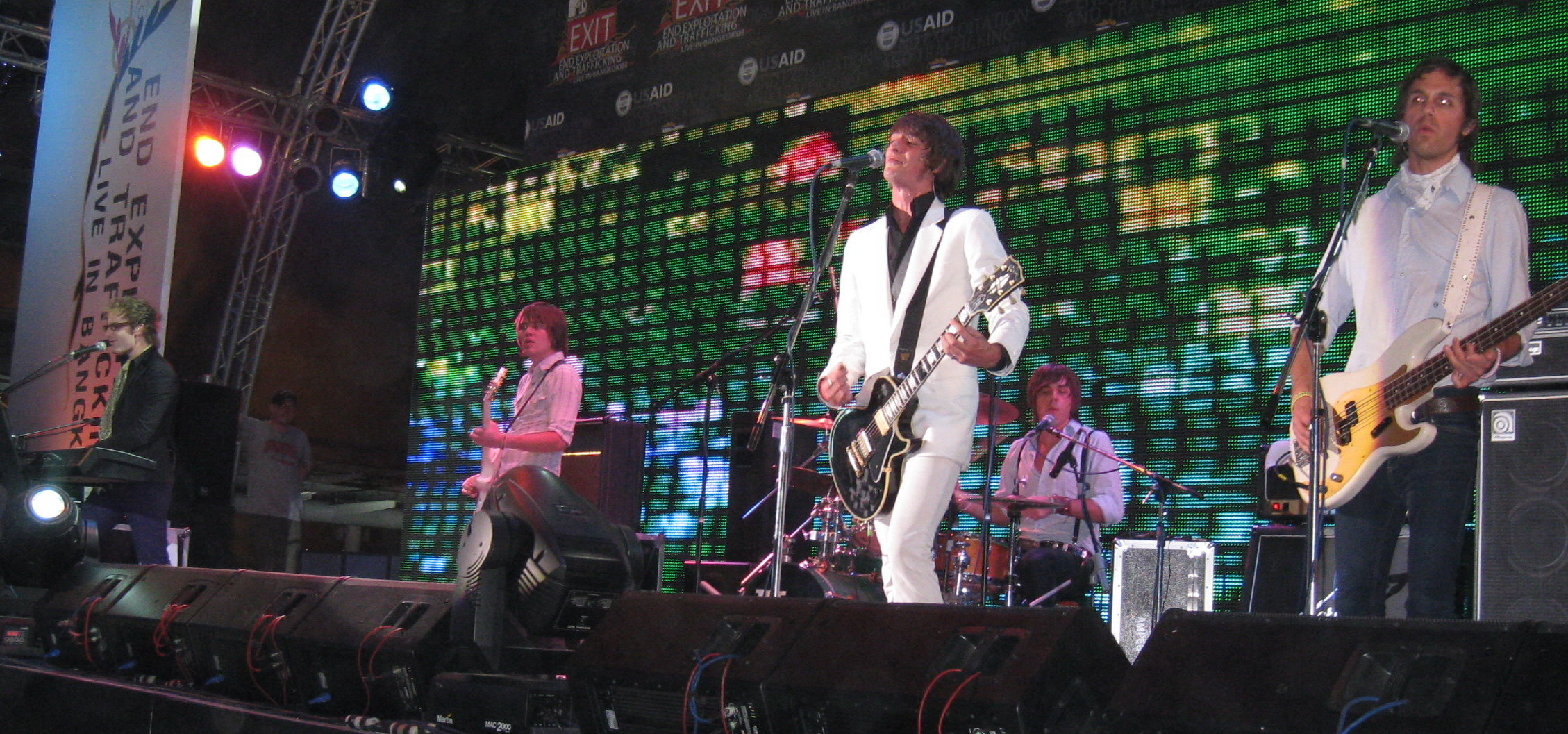
Группа выступает на MTV EXIT, декабрь 2008

Альбом породил сингл «Jenny» (в соавторстве Джеха Ашерста и Криса Брейда), который достиг первого места в хит-парадах в Индонезии, Филиппинах, часто вместе с Black Eyed Peas. Группа выступила на «Good Day Fox Network» в Атланте 30 августа. Также группа выступила на Boston Music Awards в субботу 1 декабря 2007 года в театре Orpheum. Они получили номинации за «Выдающийся поп», «Вокалист года» (Кайл Патрик), и «Песня года»,, и они выиграли премию «Выдающийся поп». В Сингапуре радиостанция 98,7 FM назвала их «группой года».
В 2008 году группа продолжила гастроли в некоторых азиатских странах, в частности, на Филиппинах, где они имели верных поклонников. В конце 2008 года они приняли участие в концерте MTV EXIT в Бангкоке. Группа играла вместе с бирманской поп-звездой Phyu Phyu Чжо Тейн и различными тайскими знаменитостями.
2 августа 2008 года, Click Five выиграли премию «Knockout Award» на MTV Asia Awards 2008, в Genting Highlands, Малайзия. Эта награда, для «художников, которые успешно покорили сердца молодой музыкальной аудитории в Азии», стала неожиданностью для группы и других гостей. Популярность группы снижалась в течение 2008 года и в начале 2009 года в США, масштаб их известности уменьшался.
В марте 2009 года Майк Денин сказал, «Атлантика не желала позволить им стать реальной группой, которая является тем, что хотели создать парни. Теперь они не хотят делать то, что большинство групп делают в начале: играть, писать песни и развиваться. Они должны проглотить свою гордость и двигаться дальше. Группа провела месяц играя в различных локальных местах, таких как „Lizard Lounge“ в Бостоне.» Бен Романс заявил, что новый альбом будет выпущен «скоро». Группа выпустила две новые песни, «I Quit! I Quit! I Quit!» и «Be in Love». 6 августа 2010 года они выпустили свой новый сингл «The Way It Goes».
13 ноября 2010 года, они объявили на своей странице на Twitter, что их третий альбом, озаглавленный TCV, будет выпущен исключительно в Азии 16 ноября 2010 года.

## Имидж

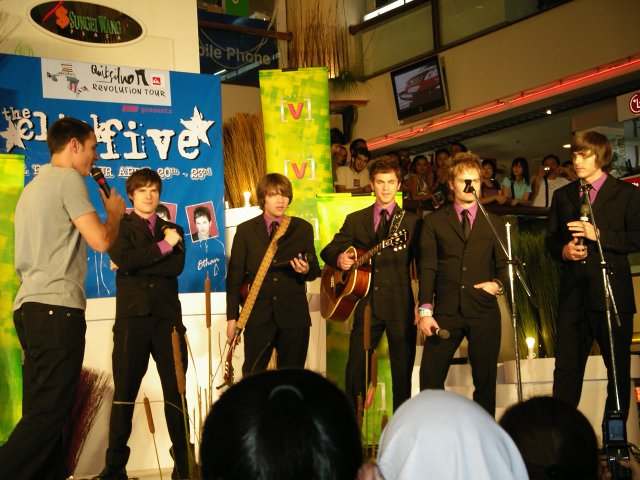
Интервью группы 5 апреля 2006

Кроме музыки, группа тщательно следила за своим стилистическим имиджем. The Click Five известны своим стилем мод-субкультуры — галстуки, костюмы и прически moptop, а под костюмами они носят разноцветные рубашки. , В последнее время the Click Five никогда не появляются и не фотографируются на публике в чём-нибудь кроме своих экстравагантных нарядов. Их стиль напоминает «The Beatles» и другие группы 1960-х годов. Они также выглядят похожими на «The Strokes». Члены группы также известны своими тщательно скоординированными и рассчитанными движениями в танце во время живых выступлений. Они несколько сменили имидж во время релиза второго альбома.
Целевой аудиторией группы являются молодые женщины и девушки-тинейджеры. Гиз сказал: «Для многих девочек это первый концерт, или первая группа, которую они видят вживую». Он также сказал:
«Восторженные девушки — лучше, чем парень в баре, желающий избить тебя после концерта».
Члены группы ставят автографы используя блестящие фломастеры, рисуя сердечки и другие символы. После того как Эрик Дилл покинул группу в марте 2007 года, остальные заявили «Мы найдем нового вокалиста, как только получим его горячие фото-топлес для вас!»
Критики из «IGN.com», «USA Today» и «About.com» критиковали группу за то, что они слишком «ручные», «жеманные» и «бездушные». Комментатор «Yahoo! Music» заявил, что это «звучит как саундтрек к шоу WB».

## Влияние

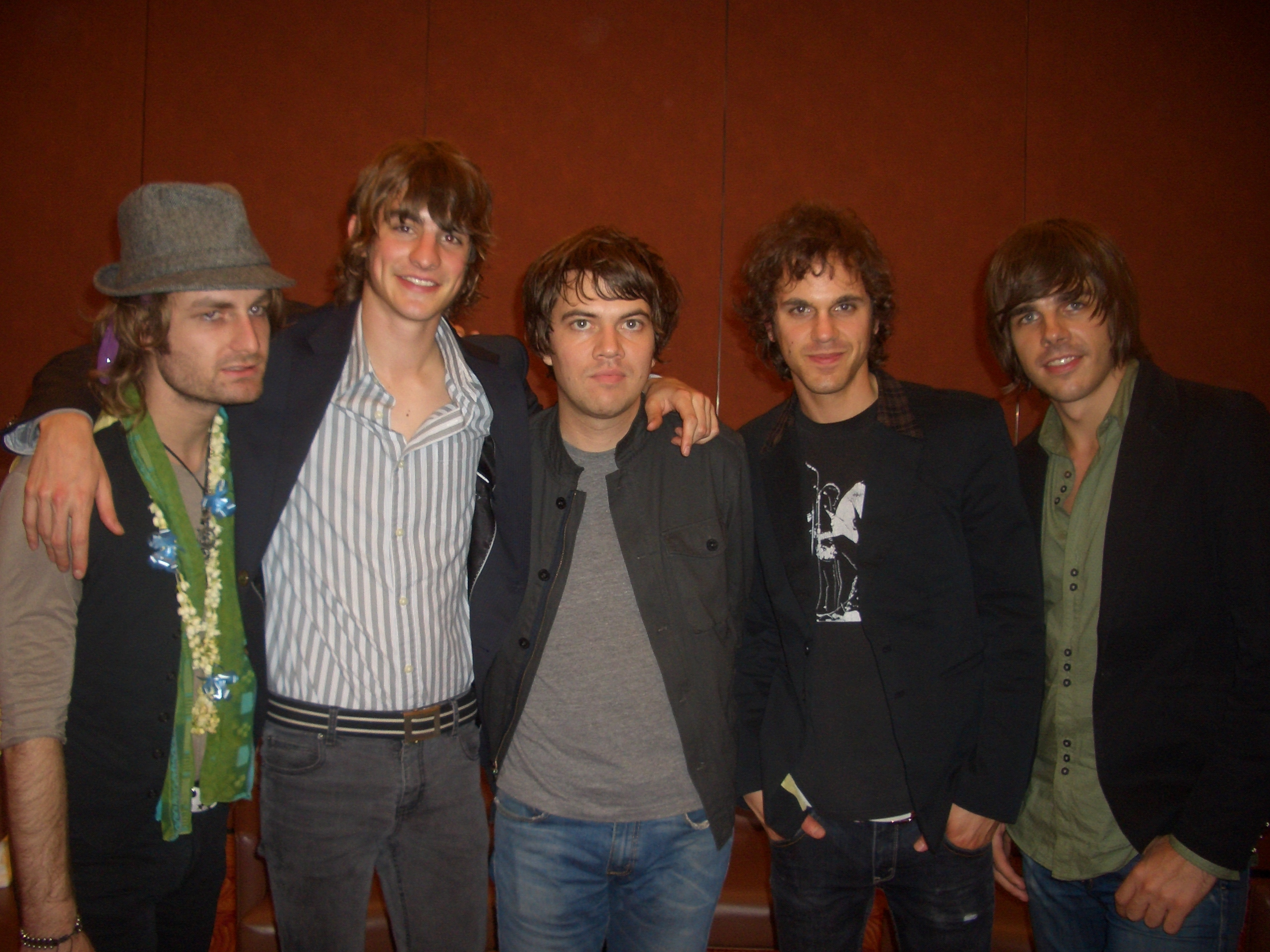
Click Five позирует на пресс-конференции в мае 2008

Участники группы назвали пауэр-поп — лидеров Cheap Trick и Matthew Sweet в качестве основных музыкантов, повлиявших на них. Они также назвали своими вдохновителями Talking Heads. Джон Д. Люрссен из «Allmusic» заявил, что их звучание подобно «Knack», «The Calling». Микаэль Вуд из «Baltimore City Paper» сравнил Click Five с «Fall Out Boy» и All-American Rejects с точки зрения звука. Из правил написания песен, Билл Лэмб из About.com заметил, что они напоминают «The Beatles» и «The Beach Boys». Гэри Сусман из «Entertainment Weekly» заявил, что они аналогичны «Queen», но поют больше как «Backstreet Boys».
Некоторые критики и обозреватели заявили, что общий имидж Click Five, стиль и производительность соответствует имиджу их бостонских коллег — группы «The Cars». Гиз сказал: «Мы — рок-группа, которая играет поп-песни … Я всегда был поклонником трехминутных поп-песен». Он также сказал: «Мы просто пытаемся веселиться … Мы стараемся вернуть рок-н-ролл старого времени».

## Дискография

### Студийные альбомы
- Greetings from Imrie House (2005)
- Modern Minds and Pastimes (2007)
- TCV (2010)

### EP
- Angel to You (Devil to Me) (2005)

### Синглы
| Год  | Сингл                        | Hot 100 | Pop 100 | Hot Digital Songs | Top 40 Mainstream | Pop 100 Airplay | Альбом                        |
| ---- | ---------------------------- | ------- | ------- | ----------------- | ----------------- | --------------- | ----------------------------- |
| 2005 | «Angel to You (Devil to Me)» | —       | —       | —                 | —                 | —               | Angel to You (Devil to Me) EP |
| 2005 | «Just the Girl»              | 11      | 8       | 1                 | 18                | 21              | Greetings from Imrie House    |
| 2005 | «Catch Your Wave»            | —       | 68      | —                 | 37                | 47              | Greetings from Imrie House    |
| 2006 | «Pop Princess»               | —       | —       | —                 | —                 | —               | Greetings from Imrie House    |
| 2006 | «Say Goodnight»              | —       | —       | —                 | —                 | —               | Greetings from Imrie House    |
| 2007 | «Jenny»                      | —       | —       | —                 | —                 | —               | Modern Minds and Pastimes     |
| 2007 | «Empty»                      | —       | —       | —                 | —                 | —               | Modern Minds and Pastimes     |
| 2007 | «Happy Birthday»             | —       | —       | —                 | —                 | —               | Modern Minds and Pastimes     |
| 2008 | «Flipside»                   | —       | —       | —                 | —                 | —               | Modern Minds and Pastimes     |
| 2009 | «I Quit! I Quit! I Quit!»    | —       | —       | —                 | —                 | —               | TCV                           |
| 2010 | «The Way It Goes»            | —       | —       | —                 | —                 | —               | TCV                           |
| 2010 | «Don’t Let Me Go»            | —       | —       | —                 | —                 | —               | TCV                           |

## Фильмография
| Год  | Фильм             | Роль                | Заметки |
| ---- | ----------------- | ------------------- | ------- |
| 2007 | Укради моё сердце | Группа «5 Leo Rise» |         |